# Ekipage (flottan)
Ekipage är en gammal term som betecknar såväl sjöutrustning som besättning.

## Sverige

### Ekipagedepartementet
Ekipagedepartementet var en avdelning vid ett svenskt örlogsvarv som hade hand om det vid varvet liggande fartyg; förtöjning, förhalning, förmastning, upphalning på bädd och sättande i sjö med mera. Det ansvarade även för tillverkning och underhåll av fartygets tackling.

### Ekipagemästare
Ekipagemästare var den sjöofficer vilken var chef för ekipagedepartementet. Hans närmaste man kallades underekipagemästare.